# Phytocoris avius
Phytocoris avius är en insektsart som beskrevs av Stonedahl 1995. Phytocoris avius ingår i släktet Phytocoris och familjen ängsskinnbaggar. Inga underarter finns listade i Catalogue of Life.